# Urawa Red Diamonds
O Urawa Red Diamonds (em japonês: うらわレッドダイヤモンズ, Urawa Reddo Daiyamonzu), ou simplesmente Urawa Reds, é um clube de futebol profissional com sede na cidade de Saitama, parte da Região Metropolitana de Tóquio, no Japão. O clube joga na J1 League, principal divisão do futebol do país. Seu nome vem da antiga cidade de Urawa, hoje parte de Saitama.

## História
O clube foi fundado em 1950, como o time de futebol da empresa Mitsubishi, chamado de Mitsubishi Heavy Industries, com sede em Kobe, mudando-se para a área de Tóquio em 1958. Em 1965, o time foi um dos membros fundadores da Japan Soccer League, a principal liga de futebol no Japão até 1992.
Quando foi decidido criar um campeonato profissional, o time se profissionalizou e passou a se chamar Urawa Red Diamonds. O nome vem do logotipo vermelho da Mitsubishi, cujo nome significa "três diamantes". O clube foi um dos primeiros times a se profissionalizar com a criação da J.League (atualmente J1 League) em 1992.

## Títulos
| INTERCONTINENTAIS | INTERCONTINENTAIS               | INTERCONTINENTAIS | INTERCONTINENTAIS                              |
|                   | Competição                      | Títulos           | Temporadas                                     |
| ----------------- | ------------------------------- | ----------------- | ---------------------------------------------- |
|                   | Copa Suruga Bank                | 1                 | 2017                                           |
| CONTINENTAIS      |                                 |                   |                                                |
|                   | Competição                      | Títulos           | Temporadas                                     |
|                   | Liga dos Campeões da AFC        | 3                 | 2007, 2017, 2022                               |
| NACIONAIS         |                                 |                   |                                                |
|                   | Competição                      | Títulos           | Temporadas                                     |
| Japão             | Liga Japonesa de Futebol        | 4                 | 1969, 1973, 1978, 1982                         |
| Japão             | J1 League                       | 1                 | 2006                                           |
| Japão             | Copa do Imperador               | 8                 | 1971, 1973, 1978, 1980, 2005, 2006, 2018, 2021 |
| Japão             | Copa da Liga Japonesa           | 4                 | 1978, 1981, 2003, 2016                         |
| Japão             | Supercopa do Japão              | 5                 | 1979, 1980, 1983, 2006, 2022                   |
| Japão             | Campeonato Japonês - 2ª Divisão | 1                 | 1989-90                                        |

 Campeão Invicto

### Outras campanhas de destaque
Copa do Mundo de Clubes da FIFA
Terceiro lugar (1): 2007
Quarto lugar (1): 2023